# Самоковски отряд
Самоковският отряд (Самоковската група) е сборно военно формирование на Българската армия от Междусъюзническата война.
Отрядът е образуван на 10 юли (стар стил) 1913 г. със задачата да пази от гърците рилските проходи от Царев връх до Белмекен и да организира партизански акции в района на Разлог. Състои се от части на Девета пехотна плевенска дивизия – 4-ти, 33-ти и 34-ти пехотни полкове в непълен състав, които са прехвърлени от фронта срещу сърбите в долината на Тимок към района на Самоков. Общата им численост (към 16 юли) е 4400 пехотинци с 8 планински скорострелни оръдия. Командир е генерал Радой Сираков, подчинен на Втора армия.
На 12 юли на отряда е разпоредено да настъпи в Разлог съвместно със Западнородопския отряд, за да облекчи отбраната на Втора армия в района на Горна Джумая, а след това да продължи през Предела към Симитли и Крупник, за да обкръжи гръцките войски в Кресненския пролом в съдействие с Четвърта армия от запад.
В изпълнение на тези заповеди, Самоковският отряд настъпва (13-15 юли) в три колони, които следват първоначално пътищата през Якоруда за Мехомия, през Демир капия и връх Налбант в същата посока и през Рилския манастир и връх Айгидик към Годлево. На 16 юли, заедно със Западнородопския отряд, разбива противника при Добринище, но настъплението му е спряно на Предела от превъзхождащи по численост гръцки сили. В боевете в този район на 17 и 18 юли (до сключването на примирието същия ден) частите на Самоковския отряд губят повече от 500 убити и ранени.